# Mehináku
Los Mehinaku son una etnia de la familia lingüística arawak, que ocupan habitan fundamentalmente en la cuenca del río Kurisevo, afluente del Xingú; actualmente dentro de la reserva del mismo nombre. El idioma mehinaku pertenece al grupo paresí-waurá de las lenguas arawak.
Este pueblo indígena de Brasil posee rica cultura poco alterada desde antes de la conquista, ya que este pueblo nunca fue militarmente subyugado por el gobierno colonial de Brasil.
En su mitología, existe la creencia de que a lo largo de la historia de la Tierra, han existido diversas humanidades (Nauneneu en lengua Mehinaku), las cuales fueron destruidas por el Kamu (Sol). La humanidad actual sería sólo una de estas humanidades que han existido.

## Cultura sexual étnica
Los mehinaku creen que los fluidos menstruales dañan a los hombres, o que también perjudican las cosechas, a los dioses o los sagrados emblemas del grupo. 
Las mujeres deben ser mantenidas aparte de los hombres durante el período de menstruación y frecuentemente pasan por purificación tras cada período. Investigaciones recientes revelan, sin embargo, que el retiro durante la menstruación frecuentemente es a favor de la mujer, proporcionándole un necesario descanso del duro trabajo que realizan durante el resto tiempo, y ofreciéndole oportunidades especiales para confraternizar con otras mujeres.